# 大月バイパス
大月バイパス（おおつきバイパス）は、山梨県大月市駒橋から同市大月町花咲内に至る、大月市街地を南に迂回する国道20号の延長3.2 km（キロメートル）のバイパスである。

## 概要

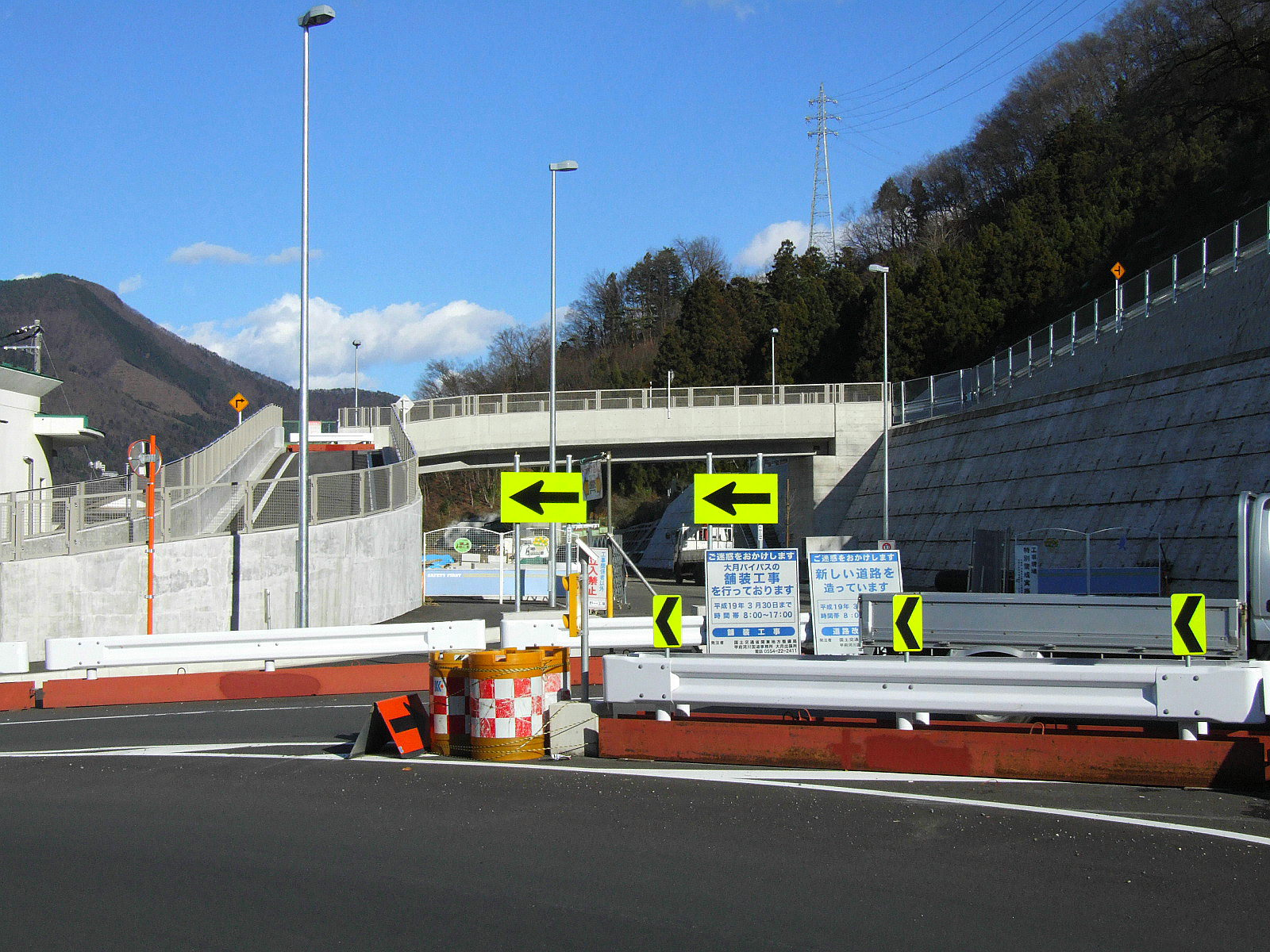
2006年12月の供用区間終点。矢印に従って左に曲がると大月駅に通じる。（2006年12月）

一般国道20号が通過する大月市内中心部は車道幅員が狭小であり、歩道の未整備区間もあるほか大月駅周辺で慢性的に渋滞がみられることから大月バイパスが整備されることになった。
起点から国道139号までの1工区が先行して1996年（平成8年）に着工されたが、一部に未買収地が存在したことから、1工区の西半分に当たる都市計画道路大月駅前通り線交点（大月駅入口交差点）から国道139号交点（都留高校南交差点）までの区間(0.6 km)が2006年（平成18年）に暫定供用された。供用の遅れた東半分の起点から都計道大月駅前通り線までの区間(1.1 km)は、未買収地の関係から暫定形により2007年（平成19年）に供用され、1工区は全線開通した。
国道139号交点 - 終点（大月インター入口交差点）までの2工区（1.5 km）は2007年（平成19年）度に着工し、2022年（令和4年）4月23日に開通した。

### 路線データ
- 起点 - 山梨県大月市駒橋
- 終点 - 山梨県大月市大月町花咲
- 全長 - 3.2 km
- 道路規格 - 第3種第2級
- 道路幅員[4]
  - 一般部 - 13.0 m - 16.0 m（1工区）、10.5 m（2工区）
  - トンネル部 - 110 m（1工区）、10.0 m（2工区）
- 車線幅員[4]
  - 3.5 m（1工区）、10.5 m（2工区）
- 歩道幅員[4]
  - 3.0 m（1工区）、2.5 m（2工区）
- 車線数 - 2車線
- 設計速度 - 60 km/h

## 歴史
- 1973年（昭和48年） - 事業化[2]。
- 1975年（昭和50年）4月 - 都市計画決定[2]。
- 1984年（昭和59年）3月 - 都市計画変更（1工区）[2]。
- 1989年（平成元年） - 用地買収着手（1工区）[2]。
- 1994年（平成6年） - 文化財調査開始（1工区）[2]。
- 1996年（平成8年）3月 - 着工（1工区）[2]。
- 1999年（平成11年） - 文化財調査終了（1工区）[2]。
- 2000年（平成12年）11月 - 都市計画変更（第1トンネルの位置変更）[2]。
- 2004年（平成16年） - 測量・地質調査着手（坂瀬 - 花咲間）。
- 2006年（平成18年）7月29日 - 1工区の一部区間（都計道大月駅前通り線交点 - 国道139号交点、0.6 km）が開通[2][1]。
- 2007年（平成19年）10月13日 - 1工区の残り区間（起点 - 都計道大月駅前通り線交点、1.1 km）が開通[2][1]。
- 2007年（平成19年） - 着工（2工区）[2]。
- 2008年（平成20年） - 用地買収着手（2工区）[2]。
- 2011年（平成23年）2月21日 - 1工区の御太刀一丁目で暫定的に開通していた区間が完成形で供用開始[5][6]。
- 2020年（令和2年）9月17日: 前年に発生した令和元年東日本台風（台風19号）による被災により、開通見通しを2020年（令和2年）度末から2022年（令和4年）年春頃に変更したことを発表[7]。
- 2022年（令和4年）4月23日: 2工区（都留高校南交差点 - 大月インター入口交差点、1.5 km）開通により全線開通[3][8]。

## 路線状況
大月バイパスは1975年（昭和50年）4月に都市計画決定が行われたものの、予定地は可住地面積が著しく少なく残地の有効活用が難しいことから地元の強い反対があり、1984年（昭和59年）3月に一部区間の経路を変更する都市計画決定を行った。その後、トンネル坑口部の地山に対する影響を小さくするため第1トンネル前後の線形を見直し、2000年（平成12年）11月に都市計画変更がなされた。

### 主要構造物
- 大月第一トンネル
- 富士急跨線橋（大月線）
- 桂川橋（桂川）
- 大月第二トンネル

## 地理

### 通過する自治体
- 山梨県
  - 大月市

### 交差する道路
- 国道20号現道（駒橋交差点）
- 市道大月本通り線〈都市計画道路大月駅前通り線〉（大月駅入口交差点）
- 国道139号（都留高校南交差点）
- 国道20号現道・中央自動車道大月IC（大月インター入口交差点）